# Rhacophorus georgii
Rhacophorus georgii es una especie de anfibios anuros de la familia Rhacophoridae.
Es endémica de las islas de Célebes y la cercana Buton (Indonesia).
Esta especie está en peligro por la pérdida de su hábitat natural.